# Knippelsbro

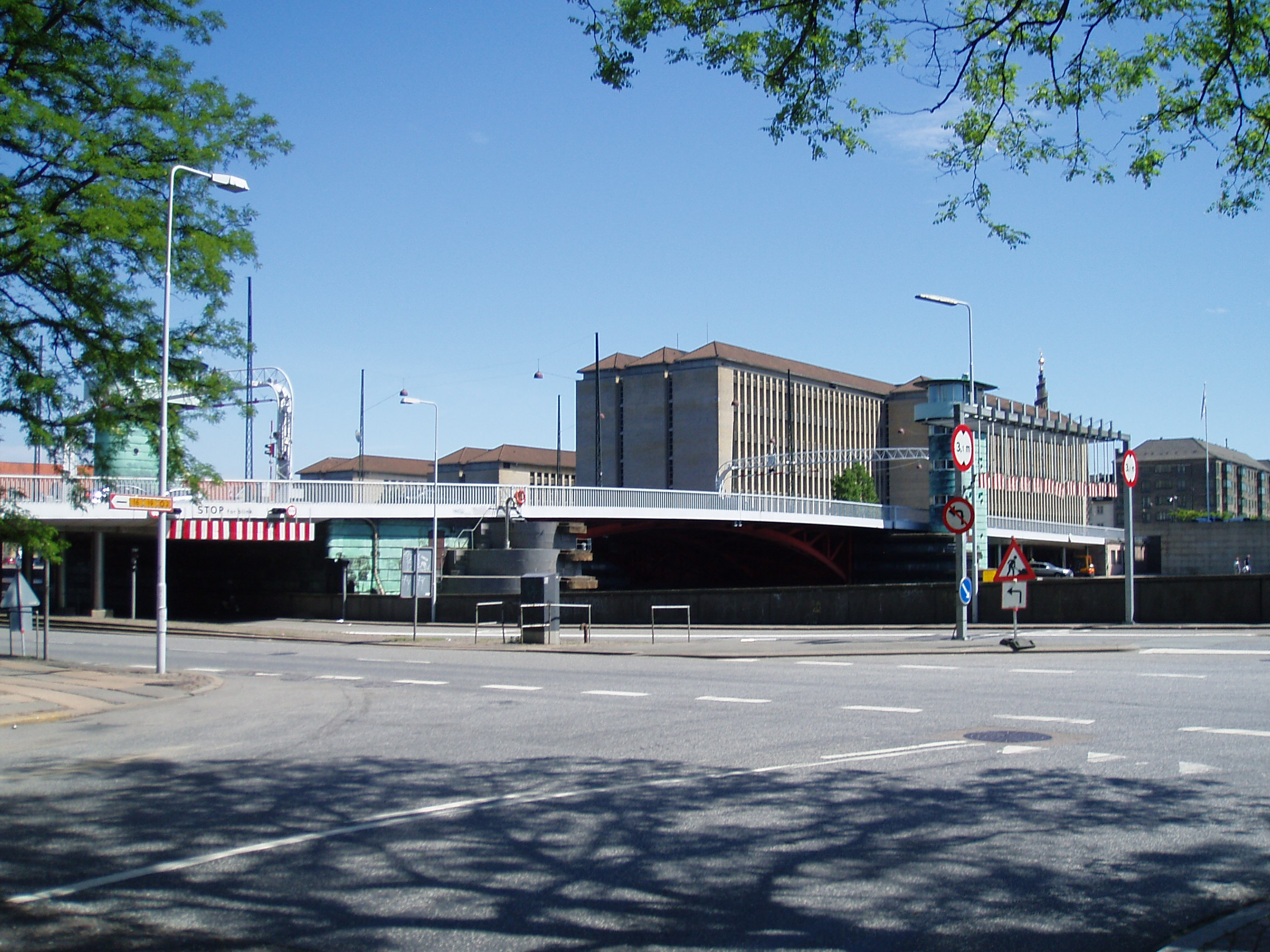
A Knippelsbro

A Knippelsbro híd Koppenhágában. Christianshavn városrészt köti össze a belvárossal, pontosabban Slotsholmen szigetével a belső kikötő (Inderhavnen) felett. A város két leghíresebb belvárosi hídjának egyike a Langebro mellett.

## Történelem
Az első hidat IV. Keresztély dán király emeltette ezen a helyen a két város között, az építkezés 1618-1620-ig tartott. 1712-ben felújították az eredeti hidat, és szobrokkal díszítették. Az 1816-os felújítás is új arculatot adott a hídnak. 1869-ben egy teljesen új, 86 méter hosszú vashidat emeltek. Ez a híd lehetővé tette, hogy a koppenhágai villamosok átjárjanak Christianshavnba és Amagerre. 1908-ban azonban ismét új hidat építettek a régi helyett. Az 1920-as évek végén ismét megoldást kellett találni a növekvő forgalom problémáira, így 1935-ben megkezdték a mai híd építését, melynek átadására 1937. december 17-én került sor.

## Jellemzők
Mivel a híd a belső kikötő hajózóútja fölött ível át, felnyithatóra építették. Hossza 115 méter, szélessége 27,4 méter.